# Données ouvertes aux États-Unis

## Historique
Aux États-Unis, l'adoption de la loi sur le libre accès à l'information en 1966, la Freedom of Information Act, a été amendée notamment en 2007 par la loi OPEN Government Act. L'ouverture des données publiques est devenu un axe central du gouvernement américain avec le  ainsi que  qui mentionnent les critères de publication de données ouvertes.
La libération des données se développe de manière formelle au niveau d'un État puis au niveau fédéral avec l’élection de Barack Obama, qui, dès son investiture fait part de son intention de « créer un niveau d’ouverture du gouvernement sans précédent », dans le but de « renforcer la démocratie et promouvoir son efficacité et son effectivité au sein du gouvernement ».

En mars 2009, le projet data.gov est lancé, puis en décembre de la même année la Directive du gouvernement ouvert est publiée et pose les trois piliers de la coopération entre l'État et les citoyens qui sont la transparence du gouvernement, la participation et la collaboration.
Vivek Kundra, premier responsable fédéral des systèmes d'informations (Chief Information Officer) dans l'administration Obama, observe que « la libération de ces données a donné naissance à une économie des applications […] on assiste à une explosion de ces communautés de développeurs ».
En février 2017, l'administration Trump décide unilatéralement de couper l'accès à ces données depuis le portail dédié,